# Thai-Airways-Flug 601
Thai-Airways-Flug 601 war ein internationaler Linienflug der thailändischen Fluggesellschaft Thai Airways International von Taipehnach Hongkong, auf dem am 30. Juni 1967 eine Sud Aviation SE-210 Caravelle III im Landeanflug auf den Flughafen Kai Tak in einem schweren tropischen Sturm abgestürzt ist.

## Flugzeug
Das Flugzeug vom Typ Sud Aviation SE-210 Caravelle III mit dem Luftfahrzeugkennzeichen HS-TGI und der Werknummer 25 wurde im Jahr 1960 gebaut. Das Flugzeug hatte bis zum Unfallzeitpunkt 17.350 Flugstunden absolviert. Es war mit zwei Rolls-Royce Avon Mk.527B Turbojet-Triebwerken ausgestattet. Eigentümer des Flugzeugs war die schwedische Scandinavian Airlines System, die das Flugzeug an die Thai Airways International verleast hatte.

## Besatzung
Flugkapitän war der 43-jährige Viggo Thorsen. Seine Lizenz zum Führen von Verkehrsflugzeugen hatte er 1954 in Dänemark erworben. Er war als Pilot in command auf Caravelle zugelassen. Von 7800 Flugstunden, die er absolviert hatte, entfielen 3700 auf die Caravelle. Seit 1960 hatte er auch nennenswerte Erfahrung als Flugausbilder auf dem Muster in Europa und Südostasien erworben.
Erster Offizier war der 50-jährige S'nit Khemanand, der seit 1950 über eine thailändische Lizenz für Verkehrsflugzeuge verfügte. Er verfügte über Musterberechtigungen als Kopilot für DC-4, DC-6B und Caravelle. Auf diesem Muster hatte er 2300 seiner insgesamt 18.400 Flugstunden absolviert. Zum Zeitpunkt des Unglücks war er der Pilot flying.
Als Flugingenieur befand sich der 33-jährige Siri Chayattana im Cockpit. Er hatte insgesamt 1500 Flugstunden absolviert, davon etwa 50 auf der Caravelle. Er hatte seine Grundausbildung als Kopilot auf der Caravelle abgeschlossen und war zum Erwerb von Erfahrung unter Routinebedingungen an Bord. Er hatte auf dem Flugabschnitt von Osaka nach Taipeh die Funktion des Kopiloten innegehabt.
Das Kabinenpersonal bestand aus vier Personen: dem Steward, dem Purser sowie zwei Flugbegleiterinnen.

## Verlauf
Die Besatzung des Flugzeugs führte einen ILS-Anflug auf die Landebahn 31 durch. Zu diesem Zeitpunkt herrschte heftiger Regen, durch den die Sicht eingeschränkt war. Während des Anflugs war der Kommandant damit beschäftigt, die Landebahn zu erkennen. Er bemerkte nicht, dass das Flugzeug die Mindesthöhe von 415 Fuß unterschritt. Der Kopilot, welcher das Flugzeug flog, machte daraufhin eine abrupte Kursänderung. Das Flugzeug befand sich in einer Höhe von 300 Fuß und bereits 80 Fuß unterhalb des Gleitpfads. Während der letzten 15 Sekunden vor dem Aufprall zeigte der Flugschreiber eine erhöhte Sinkgeschwindigkeit. Die Unfalluntersuchung ergab, dass diese vereinbar war mit der Hypothese einer nicht vollständig koordinierten Einstellung der Höhenruder während der letzten Kurve. Die meteorologischen Daten ließen auch die Präsenz von Fallwinden als möglichen erschwerenden Faktor für das rasche Sinken in dieser Phase möglich erscheinen. 
Möglicherweise wurde das Flugzeug nun von einem Fallwind erfasst. Dieser verursachte eine erhöhte Sinkgeschwindigkeit. Das Flugzeug stürzte etwa 900 Meter vor der Schwelle der Landebahn 31 ins Meer. 24 der 80 Personen an Bord konnten das Flugzeug nicht mehr rechtzeitig vor dem Versinken verlassen und ertranken.

## Wahrscheinliche Unfallursache
Der Unfalluntersuchungsbericht nennt die folgenden drei Ursachen für den Unfall:
- Die Piloten befolgten nicht das von der Fluggesellschaft vorgeschriebene Verfahren für einen vom Flugkapitän überwachten Anflug bei schlechter Sicht.
- Der Flugkapitän überwachte den Anflug nicht ausreichend.
- Der Erste Offizier handhabte das Flugzeug falsch, nachdem die Mindestflughöhe unterschritten wurde. Fallböen können zum Höhenverlust beigetragen haben, der aus dieser falschen Handhabung resultierte.